# Скловський Борис Олександрович
Скло́вський Бори́с Олександрович (нар. 1909) — український піаніст-педагог.
Родом із Миколаєва. Займатися музикою почав з матір'ю. У 1916 році в Петербурзі пройшов прослуховування, на якому були присутні музичні педагоги Олександр Глазунов і Леонід Ніколаєв. Своє грою він справив таке враження, що його вирішили зарахувати до Петербурзької консерваторії, як виняток. Але через сімейні обставини він повернувся додому.
Восени 1922 року сім'я переїхала до Харкова і він поступив до місцевого музичного технікуму. У  1929 році отримав першу премію на республіканському конкурсі піаністів.
Закінчив Харківську консерваторію. З 1933 року викладає в ній, наприкінці 1950-их - професор. Одночасно виступає на концертах, бере участь у конкурсах. Лауреат Всесоюзного конкурсу піаністів (1937).